# Alegoresis
La alegoresis es un término que se refiere al proceso de interpretación de un texto, particularmente uno tradicional o religioso, de manera alegórica. Esto implica buscar un significado oculto o más profundo que va más allá del sentido literal de las palabras:

[El término alegoresis] deriva en la tradición hermenéutica de la unión de los conceptos de “alegoría” y “exégesis” y define un procedimiento interpretativo tendiente a descifrar el sentido profundo detrás del sentido literal. Este sentido primero, que remite a la proyección centrípeta de los textos de toda una red sobre un texto tutor o un corpus fetichizado en los discursos sociales antiguos y clásicos, es adaptado por el autor al estudio de la hegemonía discursiva, en relación con la presión estructural que la masa discursiva como hecho social ejerce sobre cada enunciado singular, sea una pieza informativa, la comunicación presidencial o una obra de arte.
Mariano Jesús Dagatti

La alegoresis es un fenómeno semiótico de interlegibilidad, un procedimiento usado en la interpretación de aquello discursos que persisten en el imaginario común:

A la lectura de un texto dado se superponen vagamente otros textos que ocupan la memoria, por un fenómeno análogo al de la remanencia o persistencia retiniana. La interlegibilidad asegura una entropía hermenéutica que hace leer los textos de una época (y los de la memoria cultural) con cierta estrechez monosémica, que escotomiza la naturaleza acaso heterológica de ciertos fenómenos o acontecimientos. Dicho de una forma menos técnica, La alegoresis –entendida como fenómeno de interlegibilidad– nos hace leer las cosas nuevas con ojos viejos [...].
Mariano Jesús Dagatti

## Distinción entre «alegoría» y «alegoresis»
La diferenciación entre alegoría y alegoresis es habitual en los estudios de emblemática e iconología. Por un lado, la alegoría es la «técnica», el producto, la figura (literaria, iconológica, emblemática), definida por la retórica clásica como continua metaphora; mientras que la alegoresis es el «método» o proceso imaginario que permite entender la fijación del significado de una alegoría y su persistencia tradicional.

## Importancia de la alegoresis
La alegoresis ha sido importante en la salvaguarda de multitud de mitos de importantes civilizaciones a lo largo de la historia. Clásico es el caso de los mitos griegos:

La plausibilidad poética, la reducción histórica y la alegoresis filosófica fueron, por así decirlo, tres soluciones de emergencia mediante las cuales los griegos trataron de domeñar sus imprescindibles aunque insondables mitos. Si la dificultad del desafío se mide por los esfuerzos repetidos que suscitó, entonces lo sorprendente no es tanto que los mitos griegos sufrieran perpetuamente ataques y reinterpretaciones, sino más bien que se mantuvieran vigentes durante tanto tiempo. Evidentemente, el anclaje en la religión de Estado y en la enseñanza elemental les brindaba una cierta protección, pero ¿por qué esas anclas no acabaron faltando con el tiempo? Sin duda, justamente las tres estrategias citadas contribuyeron también sobremanera a asegurar la supervivencia de los mitos, no sólo a lo largo de toda la accidentada evolución de la cultura griega, sino aun más allá de su ocaso: como manantial inagotable de inspiración literaria, como monumento duradero de las épocas más antiguas de la historia de la humanidad, como alusión misteriosa a sublimes enseñanzas físicas o morales, los mitos lograron sobrevivir a la Edad Media y salvarse para la Edad Moderna.
Glenn W. Most